# Radio Nora
Radio NORA (förkortning för Nord-Ostsee-radio) är en tysk lokalradiostation i Kiel och som sänder i Schleswig-Holstein. Stationen, som är reklamfinansierad, har en tydlig profil mot musik från 1970- till 2000-talet. Man sänder även nyheter och trafikinformation. 
Radio Nora har fem anställda programledare: Volker Marczynkowski, Christian Panck, Petra Passig, Andreas Schmidt och Wolf-Dieter Stubel.
Stationen ägs till 25,4 % av RSH/Regiocast, 10,2 % av delta radio, 8,69 % av Radio Hamburg, 8,69 % av Radio FFN och 2 % av Lutherischen Verlagsgesellschaft Kiel.